# Microdytes balkei
Microdytes balkei är en skalbaggsart som beskrevs av Wewalka 1997. Microdytes balkei ingår i släktet Microdytes och familjen dykare. Inga underarter finns listade i Catalogue of Life.